# Ferrari Tipo 001
Il Ferrari Tipo 001 è un motore endotermico alternativo aspirato a Ciclo Otto, realizzato dalla Scuderia Ferrari per l'utilizzo nel campionato del Mondo di Formula 1: di esso ne esistono diverse versioni (segnatamente il Tipo 001/1, il Tipo 001/11, il Tipo 001/12 e il Tipo 015, introdotti tra il 1971 e il 1975), utilizzate ininterrottamente per 11 stagioni agonistiche dal 1970 al 1980.
Il motore Tipo 001 è stato un propulsore molto importante per la storia Ferrari, in quanto ha permesso alla casa di Maranello di recuperare la supremazia tecnica sui concorrenti, che il Ford Cosworth DFV aveva messo in discussione.

## Corretta denominazione
Questo motore è caratterizzato dall'architettura a cilindri contrapposti ed è conosciuto al grande pubblico col nome di Ferrari 12 Cilindri Boxer, sebbene tale definizione sia errata, come ci tiene a precisare lo stesso capo progettista:
(Mauro Forghieri.)
Infatti in un'intervista egli riferisce che la "b" utilizzata nella denominazione, interpretata dai giornalisti come boxer, era stata inserita da Enzo Ferrari per indicare che il motore era a doppio albero a camme.

## Contesto
Nel periodo storico successivo alla guerra Ferrari-Ford, cioè alla fine degli anni sessanta, la Scuderia Ferrari era ormai impegnata in molte competizioni, ma le affrontava con il medesimo personale tecnico e gli stessi piloti, trovandosi nella condizione di logorare le risorse umane e di non avere modo di pianificare lo sviluppo tecnico per il futuro. Resosi conto di questa situazione da "vicolo cieco", il direttore tecnico Mauro Forghieri ottenne da Enzo Ferrari l'opportunità di delegare i propri impegni con la squadra corse e di concentrarsi sulla progettazione e percorrere "nuove strade", per sfruttare al meglio le nuove risorse affluite all'azienda in seguito all'accordo commerciale con la FIAT del 1969.
Tra le tante preoccupazioni di Forghieri vi era la diminuita competitività del motore 3 litri 12 cilindri a V da 60° che equipaggiava le monoposto di Formula 1, che pur erogando 430 cavalli a oltre 11.000 giri/min soffriva della concorrenza del motore 8 cilindri Ford Cosworth DFV (utilizzato dal Team Lotus a partire dal 1967 e in seguito da altri concorrenti) che erogava una potenza confrontabile ma a un ben più basso regime di 9.500 giri/min.

## Progetto
Pertanto il tecnico emiliano decise di ripartire da zero e decise di adottare per il nuovo 12 cilindri l'architettura a cilindri contrapposti, convinto che i vantaggi in termini di abbassamento del baricentro e riduzione dell'ingombro in altezza a favore della "pulizia" dei flussi aerodinamici verso l'alettone posteriore fossero maggiori dei problemi tecnici, soprattutto di lubrificazione, che ne potessero minare l'affidabilità.
Realizzò dapprima un 12 cilindri "piatto" di soli 2 litri, derivato dal motore della 512 F1 del 1965, per equipaggiare la "vettura sport" 212E per il Campionato europeo della montagna del 1969 (vinto a mani basse), e quindi ne studio uno nuovo con diverso interasse ed imbiellaggio e cilindrata a 3 litri per impiegarlo in Formula 1 l'anno successivo. Ma il nuovo motore, imparentato col vecchio V12 con le bancate a 60°, rischiava di presentare la stessa carenza di prestazioni e, sospettando che una delle cause fosse da imputare al sistema di lubrificazione del vecchio motore, lo staff tecnico decise di effettuare un'investigazione "distruttiva" su quest'ultimo: ne presero un esemplare a fine carriera e lo fecero girare al banco prova senza la coppa dell'olio, per vedere di persona cosa succedesse all'interno del motore quando funzionava al massimo dei giri, a rischio della loro incolumità.
I risultati di questa "pazza" indagine furono determinanti, in quanto si scoprì che il motore era affetto dal fenomeno del "surging", per cui l'olio restava aderente al manovellismo dell'albero motore aumentandone l'attrito e ostacolandone il movimento, fenomeno causato da contropressioni negative generate durante la rotazione dell'albero a gomiti, e questo permise a Forghieri e al suo staff di modificare il progetto del motore e ridisegnare i particolari affetti dal problema per evitare che esso si presentasse anche sul nuovo motore: i primi test al banco premiarono questa intuizione con una potenza massima erogata di 470 cavalli a 11.600 giri/min, con un guadagno di una quarantina di cavalli sul predecessore.

### Evoluzioni
Nelle undici stagioni seguenti il Tipo 001 fu sottoposto a un costante sviluppo e i suoi derivati superarono la soglia dei 500 CV dopo un paio di stagioni e raggiunsero la maturità a metà degli anni settanta, quando i limiti imposti dalla tecnologia dell'epoca riguardo all'accensione e all'iniezione meccanica fermarono la potenza massima a 520-530 CV a 12.500 giri/min, nonostante gli organi meccanici fossero progettati per regimi fino a 13.500 giri/min. Tanto che per la stagione 1975 fu approntato il Tipo 015, una versione del motore migliorata sotto il profilo dell'affidabilità e dotata di testate ridisegnate allo scopo sia di incrementare il rapporto di compressione (salito a 11,5:1), sia di ottenere una coppia più favorevole ai bassi regimi e così recuperare competitività rispetto al più elastico Ford Cosworth DFV.

### Versioni
Fonti: www.ferrari.com, www.statsf1.it, www.modelfoxbrianza.it e www.allf1.info
| Stagione    | Denominazione       | Potenza / Giri/min                                                                | Note                                                                                            |
| ----------- | ------------------- | --------------------------------------------------------------------------------- | ----------------------------------------------------------------------------------------------- |
| 1970 / 1971 | Ferrari Tipo 001    | 450 CV a 12.000 460 CV a 11.500/12.000 470 CV a 11.600 460 CV a 10.800(endurance) | versione originale, usata anche sulla Sport Prototipo Ferrari 312 PB                            |
| 1971 / 1972 | Ferrari Tipo 001/1  | 480 CV a 12.000 470 CV a 12.600                                                   | motore a corsa più corta: 49,6 mm invece di 51,5 mm, mantenuta anche sulle versioni successive. |
| 1973        | Ferrari Tipo 001/11 | 485 CV a 12.500                                                                   |                                                                                                 |
| 1974        | Ferrari Tipo 001/12 | 490 CV a 12.500 495 CV a 12.600                                                   | migliore affidabilità                                                                           |
| 1975        | Ferrari Tipo 015    | 495 CV a 12.200 500 CV a 12.500                                                   | più affidabile e con coppia più favorevole ai bassi regimi                                      |
| 1976 / 1977 | Ferrari Tipo 015    | 500 CV a 12.200 500 CV a 12.500                                                   |                                                                                                 |
| 1978        | Ferrari Tipo 015    | 510 CV a 12.200 510 CV a 12.500                                                   |                                                                                                 |
| 1979 / 1980 | Ferrari Tipo 015    | 515 CV a 12.300 510 CV a 12.500 520-530 CV a 12.500                               |                                                                                                 |

## Carriera agonistica
Nelle undici stagioni in cui è stato utilizzato (1970-1980), le varie evoluzioni di questo motore hanno collezionato 37 vittorie su 158 partecipazioni, conquistato quattro titoli mondiali costruttori (1975, 1976, 1977 e 1979) e tre titoli mondiali piloti (1975, 1977 e 1979).

Dopo aver fatto debuttare in Formula 1 questo motore, la Ferrari decise di utilizzare molti componenti della monoposto del 1970 per realizzare una Sport prototipo (chiamata Ferrari 312 PB) che rispettasse le nuove regole emanate a fine 1970 dalla Commissione Sportiva Internazionale per il Mondiale Marche del 1972 e, dopo un'interlocutoria stagione di debutto (1971), dove comunque la berlinetta dimostrò un grande potenziale arrivando a competere con le ben più potenti Gruppo 5 (1000 km del Nürburgring) la versione evoluta della 312 PB dominò la stagione 1972, vincendo tutte le gare a cui fu iscritta. La vettura non fu schierata alla 24 Ore di Le Mans 1972 per fermo volere di Enzo Ferrari, mentre nel 1973 non si riuscì a ripetere i successi dell'anno precedente, anche a causa della carente affidabilità e della massiccia concorrenza della francese Matra, che fece sua anche la 24 Ore di Le Mans, piegando la fiera resistenza della Scuderia Ferrari.

## Dismissione
Con l'arrivo in Formula 1 alla fine degli anni settanta delle Wing cars, il vantaggio telaistico di avere il baricentro basso (garantito dal motore "piatto") venne azzerato dal vantaggio aerodinamico dello sfruttamento dell'effetto suolo, che necessitava di avere un ridotto ingombro trasversale del propulsore per poter incorporare nel progetto della vettura ampi canali nelle pance laterali. Questa rivoluzione tecnica, unita a quella della sovralimentazione mediante turbocompressore, anch'essa giunta alla ribalta in quel periodo, fece sì che lo sviluppo del Tipo 015 e dell'ultima vettura su cui era montato venisse accantonato e che la Scuderia Ferrari vivesse una stagione di transizione (il 1980) concentrando gli sforzi dei progettisti sul nuovo, compatto e potente motore (un 6 cilindri a V di 120° turbocompresso) per il 1981.